# Eric Dawson
Eric Lamont Dawson (San Antonio, Texas, 7 de julio de 1984) es un exjugador de baloncesto estadounidense que mide 2,06 metros de estatura y jugaba en la posición de ala-pívot.

## Trayectoria deportiva

### Universidad
Jugó durante cuatro temporadas con los Mustangs de la Universidad Estatal Midwestern, siendo uno de los dos únicos jugadores, junto con Gary Suiter en jugar en la NBA.

### Profesional
Tras no ser elegido en el Draft de la NBA de 2007, fichó por los Austin Toros de la NBA D-League, desde donde tras solo disputar 5 partidos se marchó a jugar a la República Dominicana. Regresó a los Toros al año siguiente, donde promedió 10,4 puntos y 6,6 rebotes por partido.
Alternó en las dos temporadas siguientes su participación con los Toros con equipos japoneses y coreanos. La temporada 2011-12 fue la mejor de Dawson en la liga de desarrollo, promediando 17,2 puntos y 10,6 rebotes por partido, ganando la liga, el título de Jugador más impactante de la NBA D-League e incluido en el segundo mejor quinteto del campeonato. A lo largo de esa temporada, fue reclamado en un par de ocasiones por los San Antonio Spurs, con los que disputó cuatro partidos, en los que promedió 3,8 puntos y 2,5 rebotes.
Tras pasar por el Foshan Dralions de la liga china, en 2013 fichó por el Meralco Bolts de Filipinas, donde fue uno de los jugadores más destacados del campeonato, promediando 29,6 puntos y 16,0 rebotes por partido. En julio de 2013, firmó con los Metros de Santiago de la Liga Nacional de Baloncesto de la República Dominicana.
A finales de septiembre de 2013, firmó con los Atlanta Hawks de la NBA. Sin embargo, fue despedido por los Hawks el 26 de octubre de ese mismo año. A finales de octubre de 2013, Dawson fue re-adquirido por los Austin Toros de la Liga de desarrollo de la NBA.
En febrero de 2014 firmó un contrato con el Petrochimi Iman Harbour BC, uniéndose poco después al Heilongjiang Fengshen de la Liga Nacional de Básquetbol de China. En agosto de ese año dejó Asia para instalarse en Francia y convertirse en jugador del Élan Sportif Chalonnais de la LNB Pro A.
Al término de la temporada regular 2014-15 de la LNB Pro A, Dawson, con su equipo ya eliminado de la competición por el título, aceptó una propuesta para jugar en el Baloncesto Superior Nacional de Puerto Rico con los Leones de Ponce. Actuó en 11 partidos, en los que promedió 8.5 puntos y 7.3 rebotes por encuentro. 
Durante los primeros meses de 2018 jugó en Comunicaciones de la Liga Nacional de Básquet de Argentina. Luego, ese mismo año, actuó en el Baloncesto Superior Nacional de Puerto Rico con la camiseta de Cariduros de Fajardo y de Vaqueros de Bayamón. Al terminar el campeonato, retornó a la Argentina para incorporarse a San Lorenzo, pero no llegó a disputar ningún partido oficial con el equipo porteño. En el mes de noviembre se sumó a Olimpia Kings de Paraguay, club con el cual disputó las semifinales de la Liga Sudamericana de Clubes. 
A comienzos de 2019 partió hacia Taiwán para sumarse al Yunlon Luxgen Dinos como sustituto temporario de Sani Sakakini.

## Estadísticas de su carrera en la NBA

### Temporada regular
| Año     | Equipo      | PJ | PT | MPP | %TC  | %3P | %TL  | RPP | APP | ROB | TPP | PPP |
| ------- | ----------- | -- | -- | --- | ---- | --- | ---- | --- | --- | --- | --- | --- |
| 2011-12 | San Antonio | 4  | 0  | 9.8 | .583 | -   | .500 | 2.5 | .0  | .3  | .5  | 3.8 |
| Total   | Total       | 4  | 0  | 9.8 | .583 | -   | .500 | 2.5 | .0  | .3  | .5  | 3.8 |